# Sairio
Sairio est un quartier d'Hämeenlinna en Finlande.

## Présentation
Sairio est situé à environ 2,5 km du centre-ville. 
La limite de Sairio s'étend de la péninsule Lusikkaniemi, traverse la route Aulangontie et va jusqu'au pont ferroviaire qui enjambe le Vanajavesi.
De là, la limite longe le lac Vanajavesi jusqu'à la baie de Varikonniemi, d'où elle se trouve à l'est de l'extrémité sud-est d'Antinkuja à côté de Sairionkatu et enfin à travers la zone forestière jusqu'au lac Aulangonjärvi.
Sairio abrite le campus HAMK Sairio de l'université des sciences appliquées HAMK.
Au début des années 2000, une nouvelle zone résidentielle appelée Sairionranta est bâtie dans le quartier.
Elle est bâtie dans l'ancienne zone industrielle de  Metsäliitto et de l'usine de fourrure. L'entreprise de construction YIT y a construit des villas en terrasse et de petits immeubles d'appartements. Les rues du quartier portent le nom des produits et matériaux des anciennes usines.